# Муре, Эмманюэль
Эмманюэль Муре (фр. Emmanuel Mouret; род. 30 июня 1970, Марсель, Франция) — французский актёр, кинорежиссёр и сценарист, известный по фильмам «Давай поцелуемся», «Искусство любить» и др. Подобно Вуди Аллену, режиссёр сам нередко снимается в своих фильмах, играя прямолинейного и неуклюжего человека. В 2019 году за фильм «Мадемуазель де Жонкьер» Эмманюэль получил свою первую номинацию на премию «Сезар».

## Биография
Эмманюэль Муре происходит из марсельской семьи. Его дед был владельцем религиозной ювелирной мастерской, а отец — экспертом и торговцем произведениями искусства. Своё детство он провёл в Марселе и там же закончил среднюю школу Тьера. Тогда же Эмманюэль и заинтересовался кинематографом, сняв свой первый короткометражный фильм в возрасте 19 лет.
В Париже он четыре года изучал драматическое искусство и присоединился к Ля Феми, выбрав факультет режиссуры. Высшее образование Муре получил в 1998 году, сняв дипломный фильм «Гуляй голышом!»(фр. Promène-toi donc tout nu!), который был удостоен театрального проката. Его премьера состоялась 15 декабря 1999 года.
В 2000 году он написал сценарий и снял свой первый полнометражный фильм «Пусть Люси делает что хочет!» (фр. Laissons Lucie faire!), в котором он также сыграл главную роль, совместно с Мари Жиллен. Четыре года спустя вышел второй полнометражный художественный фильм Муре — «Венера и цветок» (фр. Vénus et Fleur), в главных ролях в котором были задействованы неизвестные на то время актрисы.
В 2006 году вышел фильм Муре «Перемена адреса» (фр. Changement d'adresse), в котором он окончательно нащупывает свой собственный почерк — романтическую меланхолию. Также этом фильме, впервые у Муре, снялась Фредерик Бель, которая стала музой режиссера, снявшись впоследствии у него не раз.

## Фильмография

### Актёр
| Год  |   | Русское название             | Оригинальное название     | Роль                |
| ---- | - | ---------------------------- | ------------------------- | ------------------- |
| 1998 | ф | Ласкать                      | Caresse                   | Клеман              |
| 1999 | ф | Гуляй голышом!               | Promène-toi donc tout nu! | Клеман              |
| 2000 | ф | Пусть Люси делает что хочет! | Laissons Lucie faire!     | Люсьен              |
| 2004 | ф | Венера и цветок              | Vénus et Fleur            | Человек на газоне 2 |
| 2006 | ф | Перемена адреса              | Changement d'adresse      | Давид               |
| 2007 | ф | Давай поцелуемся             | Un baiser s'il vous plaît | Николас             |
| 2008 | ф | Офис Бога                    | Les bureaux de Dieu       | Пьер                |
| 2009 | ф | Сделай меня счастливым!      | Fais-moi plaisir!         | Жан-Жак             |
| 2011 | ф | Искусство любить             | L'art d'aimer             | Луис                |
| 2015 | ф | Каприз                       | Caprice                   | Клеман Дюссо        |

### Режиссёр
| Год  | Фильм                         | Заметки                                                      |
| ---- | ----------------------------- | ------------------------------------------------------------ |
| 1997 | Il n’y a pas de mal           | Короткометражка                                              |
| 1998 | Caresse                       | Короткометражка                                              |
| 1999 | Гуляй голышом!                | Средний метр                                                 |
| 2000 | Пусть Люси делает что хочет!  | Дебют в полнометражном кино                                  |
| 2004 | Венера и цветок               |                                                              |
| 2006 | Перемена адреса               |                                                              |
| 2007 | Давай поцелуемся              |                                                              |
| 2009 | Сделай меня счастливым!       |                                                              |
| 2011 | Искусство любить              |                                                              |
| 2013 | Другая жизнь                  |                                                              |
| 2015 | Каприз                        |                                                              |
| 2018 | Мадемуазель де Жонкьер        | Номинация — Премия «Сезар» за лучший адаптированный сценарий |
| 2020 | Что мы говорим, что мы делаем | Официальная программа Каннского кинофестиваля 2020 года      |
| 2020 | Что мы говорим, что мы делаем | Премия синдиката кинокритиков за лучший французский фильм    |
| 2020 | Что мы говорим, что мы делаем | Премия «Люмьер» за лучший фильм                              |
| 2022 | Хроника мимолётного романа    |                                                              |